# Eciton dulcium
Eciton dulcium är en myrart som beskrevs av Auguste-Henri Forel 1912. Eciton dulcium ingår i släktet Eciton och familjen myror. Inga underarter finns listade i Catalogue of Life.